# 沃尔平豪森
沃尔平豪森是德国下萨克森州的一个市镇。总面积18.33平方公里，总人口1689人，其中男性844人，女性845人（2011年12月31日），人口密度92人/平方公里。